# Лімпопо (мультфільм)
«Лімпопо» — радянський мальований мультфільм 1939 року за казкою Корнея Чуковського, створений режисерами Леонідом Амальріком та Володимиром Полковниковим. Об'єднані подібними творчими прагненнями, режисери знайшли свій стиль. Кольоровий варіант не зберігся.

## Сюжет
За казкою Корнея Чуковського.

## Творці мультфільму
- Режисери: Леонід Амальрік, Володимир Полковников

- Сценарист — Корній Чуковський
- Композитор — Микита Богословський
- Асистент — Надія Привалова
- Технічний асистент — Є. А. Амальрік
- Оператор — До. Крилова
- Звукооператор — С. Ренський
- Художники-мультиплікатори: Борис Дежкін, Валентин Лалаянц, Фаїна Єпіфанова, Микола Федоров, Борис Тітов, Лев Попов, Лідія Резцова, І. Коваленко, Костянтин Малишев

## Ролі озвучували
- Юлія Юльська — Мавпянка
- Ірина Мазінг
- Леонід Пирогов — Барбос; Бегемот; Кіт
- Андрій Тутишкін — Айболіт
- Володимир Лепко — Орел
- І. Кремльова
- н. Чкауселі

## Історія створення
Саме в 1939-41 роки на новій студії «Союзмультфільм» стали з'являтися стрічки, що згодом увійшли до «золотого фонду» вітчизняного кіно — «Лімпопо» та «Бармалей» Леоніда Амальрика та Володимира Полковникова та ін. Їх появою відзначено початок радянської школи боку звернено фільм. Зразком для мультиплікаторів і доказом можливості зображення в мультиплікації позитивного людського образу став доктор Айболіт з картини Л. А. Амальрика і В. І. Полковникова «Лімпопо» (1939).— Георгій Бородін

## Критика
Казка моя «Лімпопо» тому й вдалася художникам Амальріку і Полковникову, що вони зовсім відмовилися від непотрібної карикатурності, від трюкацтва, від черствої і бездушної американської балаганщини, а взяли курс на задушевність і поетичність, на тихий і ніжний лір. У цьому й має полягати істинно радянський стиль дитячого мультфільму. Усіх героїв, що зображаються у цьому фільмі, любиш. Лікар Айболіт смішний, дивакуватий, але він насамперед зворушливий. Він типовий радянський лікар — самовідданий, гуманний, готовий віддати життя своїх пацієнтів. А як поетичне море, зображене цими художниками, як поетична та російська завірюха, яка заважає лікареві дістатися вчасно до його пацієнтів. . «Лімпопо» здається мені одним із найкращих «мульті», які я коли-небудь бачив.— К. І. Чуковський 

## Перевидання на відео
- У 2006 році випускався у збірці мультфільмів «Мойдодир і компанія»[5], дистриб'ютор — СОЮЗ Відео, формат зображення — Standart 4:3 (1,33:1), звукова доріжка — російська, Dolby Digital Stereo.